# Wörsbach (Odenbach)
Der Wörsbach ist ein etwa anderthalb Kilometer langer linker Zufluss des Odenbaches im
rheinland-pfälzischen Landkreis Kaiserslautern auf dem Gebiet der zur Verbandsgemeinde Otterbach-Otterberg gehörenden Ortsgemeinde Niederkirchen.

## Name
Der gleichnamige Ort Wörsbach wurde im Jahr 1400 als Wirnsbach zum ersten Mal urkundlich genannt. Das Bestimmungswort des Namens geht auf den Personennamen Werin zurück.

## Verlauf
Der Wörsbach entspringt im Naturraum Untere Lauterhöhen des Nordpfälzer Berglandes  auf einer Höhe von 313 m ü. NHN am Südostrand des Niederkirchener Ortsteiles Wörsbach in einer mit Büschen und Bäumen bewachsenen Grünzone der Flur In den oberen Wiesen.
Er fließt zunächst etwa 400 Meter in östlicher Richtung südlich der von Häusern gesäumten Olsbrücker Straße (K 28) zwischen dem Heidenberg (387 m) zur Linken, dem Südsporn des Bornberges (420 m), und der Wörsbacher Höhe zur Rechten durch das Grünland der Flur In den oberen Wiesen. Südlich der Trauerhalle betritt der Bach das unter Naturschutz stehende Biotop Tal des Wörsbaches. Er läuft dann, begleitet von dichtem Gehölz und von der Kreisstraße 28, knapp 800 Meter ostnordostwärts unter dem rechten Talsporn Eichelsberg (369 m) zum Odenbachtal durch eine Grünzone der Flur  In den unteren Wiesen.
Der Bach unterquert danach noch die Landesstraße 382 und mündet schließlich auf einer Höhe von 281 m südlich der Rauschermühle von links in den aus dem Südsüdosten kommenden Odenbach.
Der Wörsbach mündet nach 1,4 km langem Lauf mit mittlerem Sohlgefälle von etwa 35 ‰ rund 50 Höhenmeter unterhalb seiner Quelle.

## Natur und Umwelt
Das untere Tal des Wörsbachs nördlich des Eichelsberges gehört zum schutzwürdigen Biotop Tal des Wörsbaches (Gebietsnummer: BK-6412-0292-2009). Das Biotop ist insgesamt etwa 8,4 ha groß.
Das Tal des Wörsbaches mit seinen Wiesen, Hecken und Gebüschen sowie den dort vorkommenden zwei Sickerquellen ist ein örtlich bedeutsamer und gut strukturierter Naturraum mit wertvollen Pflanzenarten.
So wachsen  dort Zwetschgenbäume und Bruch-Weiden und in der Krautschicht kommen die Große Brennnessel und die Echte Zaunwinde vor. Im Umfeld der Sumpfquellen gedeihen die Sumpf-Kratzdistel, die Spitzblütige Binse, die Gemeine Waldsimse, das  Echte Mädesüß, das Weiße Straußgras, die Sumpf-Dotterblume, die Sumpf-Segge, die Bachbunge und die Flatter-Binse.